# Rallye d'Italie-Sardaigne 2017
Le Rallye de Sardaigne 2017 est le 7e rallye du Championnat du monde des rallyes 2017 et la 14e édition de l’épreuve. Il se déroule sur 19 épreuves spéciales. Ott Tänak et Martin Järveoja, au volant d'une Ford Fiesta WRC, remportent le rallye pour ce qui est leur premier succès en championnat du monde des rallyes.

## Participants
| Engagés notables | Engagés notables                | Engagés notables | Engagés notables   | Engagés notables   | Engagés notables      | Engagés notables |
| no               | Pilote                          | Classe           | Copilote           | Voiture            | Engagé                | Pneus            |
| ---------------- | ------------------------------- | ---------------- | ------------------ | ------------------ | --------------------- | ---------------- |
| 1                | M-Sport World Rally Team        | WRC              | Sébastien Ogier    | Julien Ingrassia   | Ford Fiesta WRC       | M                |
| 2                | M-Sport World Rally Team        | WRC              | Ott Tänak          | Martin Järveoja    | Ford Fiesta WRC       | M                |
| 3                | M-Sport World Rally Team        | WRC              | Elfyn Evans        | Daniel Barritt     | Ford Fiesta WRC       | D                |
| 4                | Hyundai Motorsport              | WRC              | Hayden Paddon      | Sebastian Marshall | Hyundai i20 Coupe WRC | M                |
| 5                | Hyundai Motorsport              | WRC              | Thierry Neuville   | Nicolas Gilsoul    | Hyundai i20 Coupe WRC | M                |
| 6                | Hyundai Motorsport              | WRC              | Dani Sordo         | Marc Martí         | Hyundai i20 Coupe WRC | M                |
| 7                | Citroën Total Abu Dhabi WRT     | WRC              | Kris Meeke         | Paul Nagle         | Citroën C3 WRC        | M                |
| 8                | Citroën Total Abu Dhabi WRT     | WRC              | Craig Breen        | Scott Martin       | Citroën C3 WRC        | M                |
| 9                | Citroën Total Abu Dhabi WRT     | WRC              | Andreas Mikkelsen  | Anders Jæger       | Citroën C3 WRC        | M                |
| 10               | Toyota Gazoo Racing WRT         | WRC              | Jari-Matti Latvala | Miikka Anttila     | Toyota Yaris WRC      | M                |
| 11               | Toyota Gazoo Racing WRT         | WRC              | Juho Hänninen      | Kaj Lindström      | Toyota Yaris WRC      | M                |
| 12               | Toyota Gazoo Racing WRT         | WRC              | Esapekka Lappi     | Janne Ferm         | Toyota Yaris WRC      | M                |
| 14               | M-Sport World Rally Team        | WRC              | Mads Østberg       | Ola Fløene         | Ford Fiesta WRC       | M                |
| 20               | Yazeed Racing                   | WRC              | Yazeed Al Rajhi    | Michael Orr        | Ford Fiesta RS WRC    | M                |
| 21               | OneBet Jipocar World Rally Team | WRC              | Martin Prokop      | Jan Tománek        | Ford Fiesta RS WRC    | D                |
| 22               | Jean-Michel Raoux               | WRC              | Jean-Michel Raoux  | Laurent Magat      | Citroën DS3 WRC       | D                |
| Source :         |                                 |                  |                    |                    |                       |                  |

| Clé   | Clé                                                                             |
| Icône | Classe                                                                          |
| ----- | ------------------------------------------------------------------------------- |
| WRC   | Engagés WRC éligibles pour marquer des points au classement constructeurs       |
| WRC   | Engagés majeurs inéligibles pour marquer des points au classement constructeurs |
| WRC   | Enregistrés pour marquer des points dans le Trophée WRC                         |

## Déroulement de l’épreuve

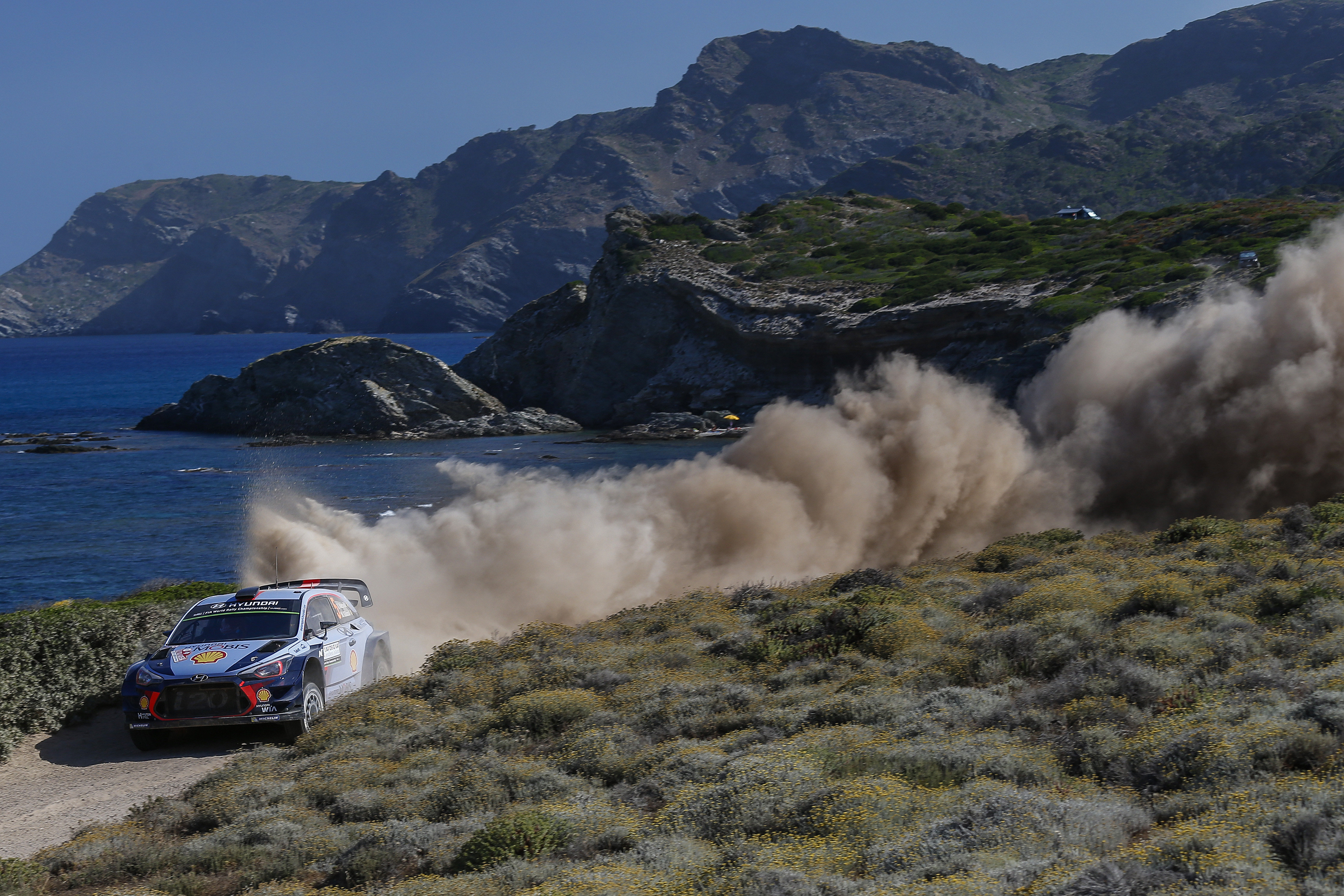
Thierry Neuville en action le dimanche matin.

Arrivant en meneur du championnat, Sébastien Ogier est l'ouvreur en début de rallye, l'obligeant à balayer sur des pistes cassantes. Il recule logiquement au classement durant la journée du vendredi. Cette dernière a vu aussi Kris Meeke être l'auteur d'une sortie de piste dans l’ES5 qui s'est terminée en tonneau, impliquant l'abandon de l'équipage. Du côté de Daniel Sordo, ce dernier connaît des difficultés pour rétrograder, soucis qui surviendront à nouveau le lendemain. Ainsi, c'est Hayden Paddon qui mène le rallye le vendredi soir, bien que n'ayant remporté aucune spéciale.
Le samedi matin, ce dernier parvient à remporter une spéciale, tandis que plusieurs concurrents connaissent des problèmes. Mads Østberg et Andreas Mikkelsen sont tous les deux victimes de crevaisons, alors que Craig Breen souffe de problèmes de transmission. Thierry Neuville, quant à lui, perd du temps à cause de soucis de freins.
Cependant, durant l'après-midi, Hayden Paddon brise sa suspension arrière et finira par abandonner. Ceci additionné de trois meilleurs temps consécutifs fait que c'est Ott Tänak qui s'empare de la tête du rallye. Il ne la lâchera plus jusqu'à la fin de l'épreuve, conquérant ainsi sa première victoire en championnat du monde des rallyes. Le podium est complété par Jari-Matti Latvala et Thierry Neuville, ce dernier se rapprochant de quatre points au général de Sébastien Ogier. À noter que le pilote qui s'est adjugé le plus de spéciales durant l'épreuve est Esapekka Lappi avec six succès dont le dernier obtenu lors de la super spéciale concluant le rallye.

## Résultats

### Classement final

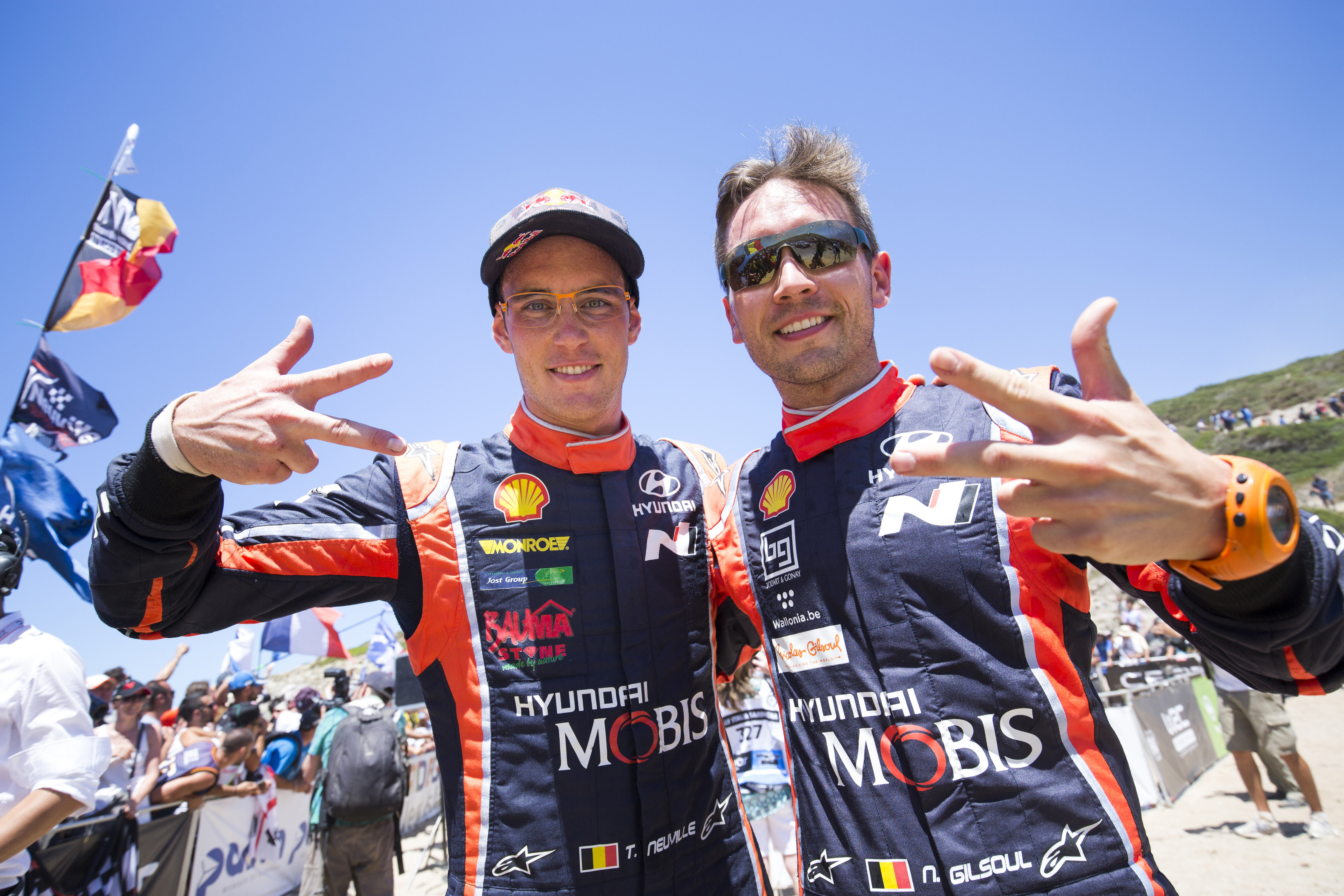
Thierry Neuville et Nicolas Gilsoul célébrant leur troisième place.

| Pos. | no | Pilote             | Copilote         | Équipe                      | Voiture               | Classe | Temps             | Diff.          | Points |
| ---- | -- | ------------------ | ---------------- | --------------------------- | --------------------- | ------ | ----------------- | -------------- | ------ |
| 1    | 2  | Ott Tänak          | Martin Järveoja  | M-Sport World Rally Team    | Ford Fiesta WRC       | WRC    | 3 h 25 min 15 s 1 | 0 s 0          | 25     |
| 2    | 10 | Jari-Matti Latvala | Miikka Anttila   | Toyota Gazoo Racing WRT     | Toyota Yaris WRC      | WRC    | 3 h 25 min 27 s 4 | +12 s 3        | 19     |
| 3    | 5  | Thierry Neuville   | Nicolas Gilsoul  | Hyundai Motorsport          | Hyundai i20 Coupe WRC | WRC    | 3 h 26 min 22 s 8 | +1 min 07 s 7  | 17     |
| 4    | 12 | Esapekka Lappi     | Janne Ferm       | Toyota Gazoo Racing WRT     | Toyota Yaris WRC      | WRC    | 3 h 27 min 28 s 0 | +2 min 12 s 9  | 17     |
| 5    | 1  | Sébastien Ogier    | Julien Ingrassia | M-Sport World Rally Team    | Ford Fiesta WRC       | WRC    | 3 h 28 min 40 s 4 | +3 min 25 s 3  | 13     |
| 6    | 11 | Juho Hänninen      | Kaj Lindström    | Toyota Gazoo Racing WRT     | Toyota Yaris WRC      | WRC    | 3 h 28 min 53 s 6 | +3 min 38 s 5  | 8      |
| 7    | 14 | Mads Østberg       | Ola Fløene       | M-Sport World Rally Team    | Ford Fiesta WRC       | WRC    | 3 h 31 min 46 s 9 | +6 min 31 s 8  | 6      |
| 8    | 9  | Andreas Mikkelsen  | Anders Jæger     | Citroën Total Abu Dhabi WRT | Citroën C3 WRC        | WRC    | 3 h 33 min 22 s 9 | +8 min 07 s 8  | 4      |
| 9    | 81 | Eric Camilli       | Benjamin Veillas | M-Sport World Rally Team    | Ford Fiesta R5        |        | 3 h 36 min 30 s 9 | +11 min 15 s 8 | 2      |
| 10   | 34 | Jan Kopecký        | Pavel Dresler    | Škoda Motorsport II         | Škoda Fabia R5 (en)   | WRC-2  | 3 h 36 min 36 s 5 | +11 min 21 s 4 | 1      |
| 12   | 6  | Dani Sordo         | Marc Martí       | Hyundai Motorsport          | Hyundai i20 Coupe WRC | WRC    | 3 h 42 min 17 s 9 | +17 min 02 s 8 | 4      |

### Spéciales chronométrées
| Étape             | Spéciale | Nom                                  | Longueur | Vainqueur        | Voiture               | Temps         | Meneur du rallye |
| ----------------- | -------- | ------------------------------------ | -------- | ---------------- | --------------------- | ------------- | ---------------- |
| Étape 1 (8 juin)  | SS1      | Ittiri Arena Show                    | 2,00 km  | Thierry Neuville | Hyundai i20 Coupe WRC | 2 min 01 s 8  | Thierry Neuville |
| Étape 2 (9 juin)  | SS2      | Terranova 1                          | 14,54 km | Kris Meeke       | Citroën C3 WRC        | 10 min 14 s 1 | Kris Meeke       |
| Étape 2 (9 juin)  | SS3      | Monte Olia 1                         | 19,05 km | Juho Hänninen    | Toyota Yaris WRC      | 13 min 25 s 8 | Juho Hänninen    |
| Étape 2 (9 juin)  | SS4      | Tula 1                               | 15,00 km | Dani Sordo       | Hyundai i20 Coupe WRC | 11 min 51 s 2 | Kris Meeke       |
| Étape 2 (9 juin)  | SS5      | Tergu - Osilo 1                      | 14,14 km | Esapekka Lappi   | Toyota Yaris WRC      | 9 min 06 s 3  | Hayden Paddon    |
| Étape 2 (9 juin)  | SS6      | Terranova 2                          | 14,54 km | Esapekka Lappi   | Toyota Yaris WRC      | 9 min 59 s 5  | Hayden Paddon    |
| Étape 2 (9 juin)  | SS7      | Monte Olia 2                         | 19,05 km | Esapekka Lappi   | Toyota Yaris WRC      | 13 min 04 s 9 | Hayden Paddon    |
| Étape 2 (9 juin)  | SS8      | Tula 2                               | 15,00 km | Dani Sordo       | Hyundai i20 Coupe WRC | 11 min 38 s 5 | Hayden Paddon    |
| Étape 2 (9 juin)  | SS9      | Tergu - Osilo 2                      | 14,14 km | Dani Sordo       | Hyundai i20 Coupe WRC | 8 min 53 s 2  | Hayden Paddon    |
| Étape 3 (10 juin) | SS10     | Coiluna - Loelle 1                   | 14,95 km | Hayden Paddon    | Hyundai i20 Coupe WRC | 8 min 00 s 8  | Hayden Paddon    |
| Étape 3 (10 juin) | SS11     | Monti di Ala' 1                      | 28,52 km | Thierry Neuville | Hyundai i20 Coupe WRC | 17 min 02 s 8 | Hayden Paddon    |
| Étape 3 (10 juin) | SS12     | Monte Lerno 1                        | 28,11 km | Ott Tänak        | Ford Fiesta WRC       | 17 min 54 s 5 | Hayden Paddon    |
| Étape 3 (10 juin) | SS13     | Coiluna - Loelle 2                   | 14,95 km | Ott Tänak        | Ford Fiesta WRC       | 7 min 52 s 0  | Ott Tänak        |
| Étape 3 (10 juin) | SS14     | Monti di Ala' 2                      | 28,52 km | Ott Tänak        | Ford Fiesta WRC       | 16 min 48 s 1 | Ott Tänak        |
| Étape 3 (10 juin) | SS15     | Monte Lerno 2                        | 28,11 km | Esapekka Lappi   | Toyota Yaris WRC      | 17 min 35 s 8 | Ott Tänak        |
| Étape 4 (11 juin) | SS16     | Cala Flumini 1                       | 14,06 km | Hayden Paddon    | Hyundai i20 Coupe WRC | 8 min 58 s 3  | Ott Tänak        |
| Étape 4 (11 juin) | SS17     | Sassari - Argentiera 1               | 6,96 km  | Dani Sordo       | Hyundai i20 Coupe WRC | 5 min 10 s 0  | Ott Tänak        |
| Étape 4 (11 juin) | SS18     | Cala Flumini 2                       | 14,06 km | Esapekka Lappi   | Toyota Yaris WRC      | 8 min 46 s 9  | Ott Tänak        |
| Étape 4 (11 juin) | SS19     | Sassari - Argentiera 2 (Power Stage) | 6,96 km  | Esapekka Lappi   | Toyota Yaris WRC      | 5 min 10 s 5  | Ott Tänak        |

### Super spéciale
La super spéciale est une spéciale de 6,96 km courue à la fin du rallye.
| Pos. | Pilote             | Copilote         | Équipe                | Temps        | Différence | Points |
| ---- | ------------------ | ---------------- | --------------------- | ------------ | ---------- | ------ |
| 1    | Esapekka Lappi     | Janne Ferm       | Toyota Yaris WRC      | 5 min 10 s 5 |            | 5      |
| 2    | Dani Sordo         | Marc Martí       | Hyundai i20 Coupe WRC | 5 min 10 s 9 | +0 s 4     | 4      |
| 3    | Sébastien Ogier    | Julien Ingrassia | Ford Fiesta WRC       | 5 min 11 s 8 | +1 s 3     | 3      |
| 4    | Thierry Neuville   | Nicolas Gilsoul  | Hyundai i20 Coupe WRC | 5 min 12 s 4 | +1 s 9     | 2      |
| 5    | Jari-Matti Latvala | Miikka Anttila   | Toyota Yaris WRC      | 5 min 12 s 8 | +2 s 3     | 1      |

## Classements au championnat après l'épreuve
|   | Pos. | Pilote             | Points |
| - | ---- | ------------------ | ------ |
|   | 1    | Sébastien Ogier    | 141    |
|   | 2    | Thierry Neuville   | 123    |
| 1 | 3    | Ott Tänak          | 108    |
| 1 | 4    | Jari-Matti Latvala | 107    |
|   | 5    | Dani Sordo         | 70     |

|  | Pos. | Constructeur                | Points |
|  | ---- | --------------------------- | ------ |
|  | 1    | M-Sport World Rally Team    | 234    |
|  | 2    | Hyundai Motorsport          | 194    |
|  | 3    | Toyota Gazoo Racing WRT     | 143    |
|  | 4    | Citroën Total Abu Dhabi WRT | 97     |